# Web-Feed
Web-Feed (oder News-Feed) ist eine Technik, mithilfe derer ein Feed von Beiträgen bzw. Änderungen verschiedener Websites (z. B. Nachrichten-Seiten, Blogs, Foren, Wikis) erstellt werden kann. Der Abruf erfolgt mit einem Feedreader.
Web-Feeds gehören zu den Pull-Medien. Im Unterschied zu Push-Medien (beispielsweise Newsletter, die per E-Mail aktiv vom benachrichtigenden Dienst in das Postfach des Empfängers gesendet werden) liegt die Initiative zum Nachrichtenempfang bei Web-Feeds vollständig beim Empfänger. Er kann ab dem Abonnieren eines Web-Feeds selbst entscheiden, welche Nachrichten er wann abrufen möchte.

## Funktionsweise

### Bereitstellung
Eine Software auf dem Server erkennt neue Einträge und/oder Änderungen im CMS und aktualisiert darauf basierend die auf dem Server liegende Feed-Datei. Die verbreitetsten Formate für Web-Feeds sind RSS, Atom und XML. Daneben gibt es noch CDF von Microsoft sowie JSON Feed seit 2017. Das Format OPML dient hingegen zur Sammlung mehrerer Web-Feeds, um diese leicht zwischen verschiedenen Feedreadern auszutauschen. Die Abkürzung „RSS“ ist so verbreitet, dass sie gelegentlich als Synonym für Web-Feed verwendet wird. Das ist jedoch falsch, da RSS eine von mehreren Verbreitungstechniken ist, die der Ausdruck Web-Feed als Oberbegriff zusammenfasst.
Oft wird mittels Feeds nur eine kurze Nachricht (beispielsweise eine Schlagzeile) übermittelt, kombiniert mit einer Internetadresse, unter der man den vollständigen Artikel lesen kann. Es ist aber technisch möglich und wird mancherorts praktiziert, Texte in nahezu beliebiger Länge per Feed bereitzustellen.
Den Links in einem Feed wird meist ein Vermerk hinzugefügt, anhand dessen das CMS erkennen kann, dass der Besucher einer Seite über den Web-Feed dorthin gelangt ist. Gängig ist, das als Serveranfrage umzusetzen, ein solcher Link kann dann folgendermaßen aussehen:
http://example.com/Name-des-Artikels.html?source=rss
Mittels Feeds können auch hierarchisch aufgearbeitete Daten zur Verfügung gestellt werden, die von anderen Computerprogrammen weiterverwendet und ausgewertet werden können. Beim Wetterdienst yr.no beispielsweise geschieht das mit Wetterdaten unter anderem über das XML-Format.

### Abrufen

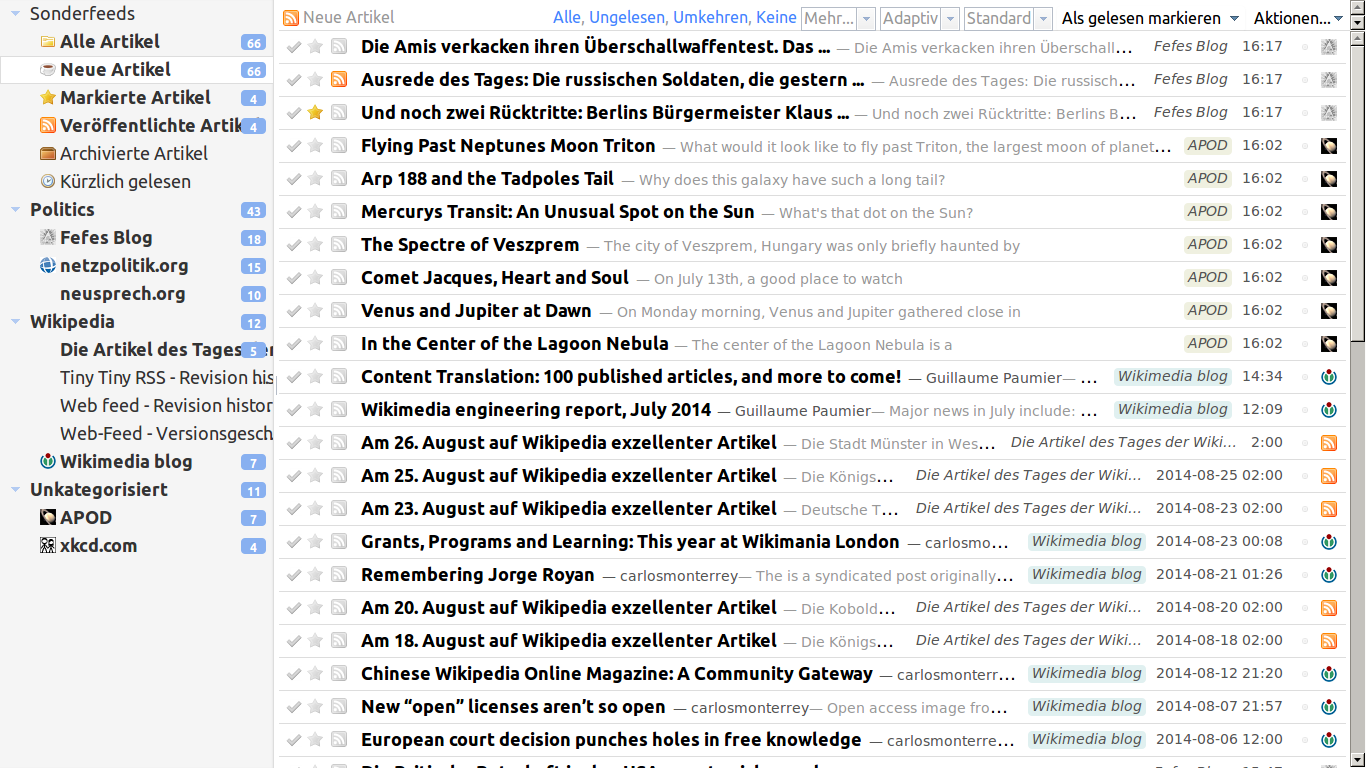
Benutzeroberfläche des Feedreaders Tiny Tiny RSS

Zum Lesen von Web-Feeds gibt es spezielle Programme, genannt Feedreader. Möchte der Benutzer einem bestimmten Web-Feed folgen, so „abonniert“ er diesen in einem Feedreader. Der Feedreader ruft in regelmäßigen, meist frei wählbaren Zeitabständen die abonnierten Web-Feeds ab und speichert die enthaltenen Links (manche auch die kompletten Artikel) ab. Der Benutzer kann sich dann die gesammelten Artikel in verschiedenen Arten anzeigen lassen: z. B. nur ungelesene Artikel, Artikel pro Feed oder Artikel aller Feeds.
Es gibt verschiedene Herangehensweisen beim Abrufen, Aufbereiten und Darstellen der Feeds: Einige Feedreader bieten an, ausgewählte Artikel als Lesezeichen darzustellen, zu speichern und/oder mit anderen Personen zu teilen. Bei anderen ist die Funktionalität Teil eines Gesamtkonzepts, wie bei einigen E-Mail-Programmen. So hat beispielsweise Mozilla Thunderbird einen eingebauten Feedreader – die Besonderheit bei Thunderbird ist, dass aus jeder einzelnen Nachricht eines Feeds eine dauerhaft archivierbare E-Mail-Nachricht erstellt wird. Dabei gibt es die Möglichkeit, im Nachrichten-Anzeigebereich entweder die über die Feed-Datei mitgelieferte Beschreibung anzuzeigen oder die Webseite des Artikels live zu laden.

## Vor- und Nachteile
Der Anbieter kann sich die Leser nicht auswählen, muss sich aber im Gegenzug auch nicht um eine Verwaltung des Leserstammes (zum Beispiel mit einer Mailinglisten-Software) kümmern.
Der Leser legt beim Abonnieren nicht offen, dass er die Quelle beobachtet, und kann Quellen leichter abonnieren bzw. das Abonnement widerrufen, indem er einfach die Einstellung in seinem Feedreader vornimmt. Das individuelle Leseverhalten einzelner Nutzer kann somit nicht oder nur eingeschränkt (beispielsweise anhand der IP-Adresse des Lesers) nachverfolgt werden – im Gegensatz zu Links in E-Mail-Newslettern, die oft mit einer Schlüsselnummer oder auch in Klartextform auf den bestimmten Abonnenten verweisen, der den Newsletter erhalten und den Link ungekürzt im Browser aufgerufen hat. Allerdings verpasst der Nutzer Nachrichten, wenn er die durch ihn abonnierten Feeds nicht regelmäßig abruft (insbesondere bei Seiten, die viel veröffentlichen) – im Gegensatz zu E-Mail-Newslettern, die so lange ohne das Zutun des Nutzers zugestellt und durch den E-Mail-Anbieter zur Speicherung angenommen werden, bis das Postfach voll ist.
Web-Feeds vereinfachen in Kombination mit einem dafür geeigneten Feedreader insbesondere die Beobachtung einer großen Menge unterschiedlicher Quellen wie beispielsweise Blogs, bei denen es eher selten zu Änderungen kommt, deren Aktualisierung der Leser aber nicht verpassen möchte. Der Inhalt des Feeds ist jedoch flüchtig, so dass man die Inhalte nach einiger Zeit darüber nicht mehr auffinden kann. Dazu sind gesonderte Archivierungsmaßnahmen erforderlich, wie das Verwenden eines Feedreaders, der die Nachrichten dauerhaft lokal speichern kann, das Kopieren von Livemarks in einen anderen Lesezeichenordner des Browsers oder das Speichern der Feed-Datei auf der eigenen Festplatte.